# Sinkanszen 300-as sorozat
A Sinkanszen 300-as sorozat a nagysebességű japán Sinkanszen vonatok negyedik generációja. 1992-ben állt forgalomba a Tókaidó- és Szanjó-vonalakon Nozomi vonatnemben. Ahogy egyre több járműegység készült el, fokozatosan a Hikari járatokon is a 300-as sorozatot kezdték használni. Nekik köszönhetően kezdhették el a kiöregedő 0-s és 100-s Sinkanszenek kivonását.
A járművek telephelyei: Tokió, Oszaka, Hakata volt. Selejtezésük 2007 és 2012 között történt meg.

## Megőrzött szerelvények

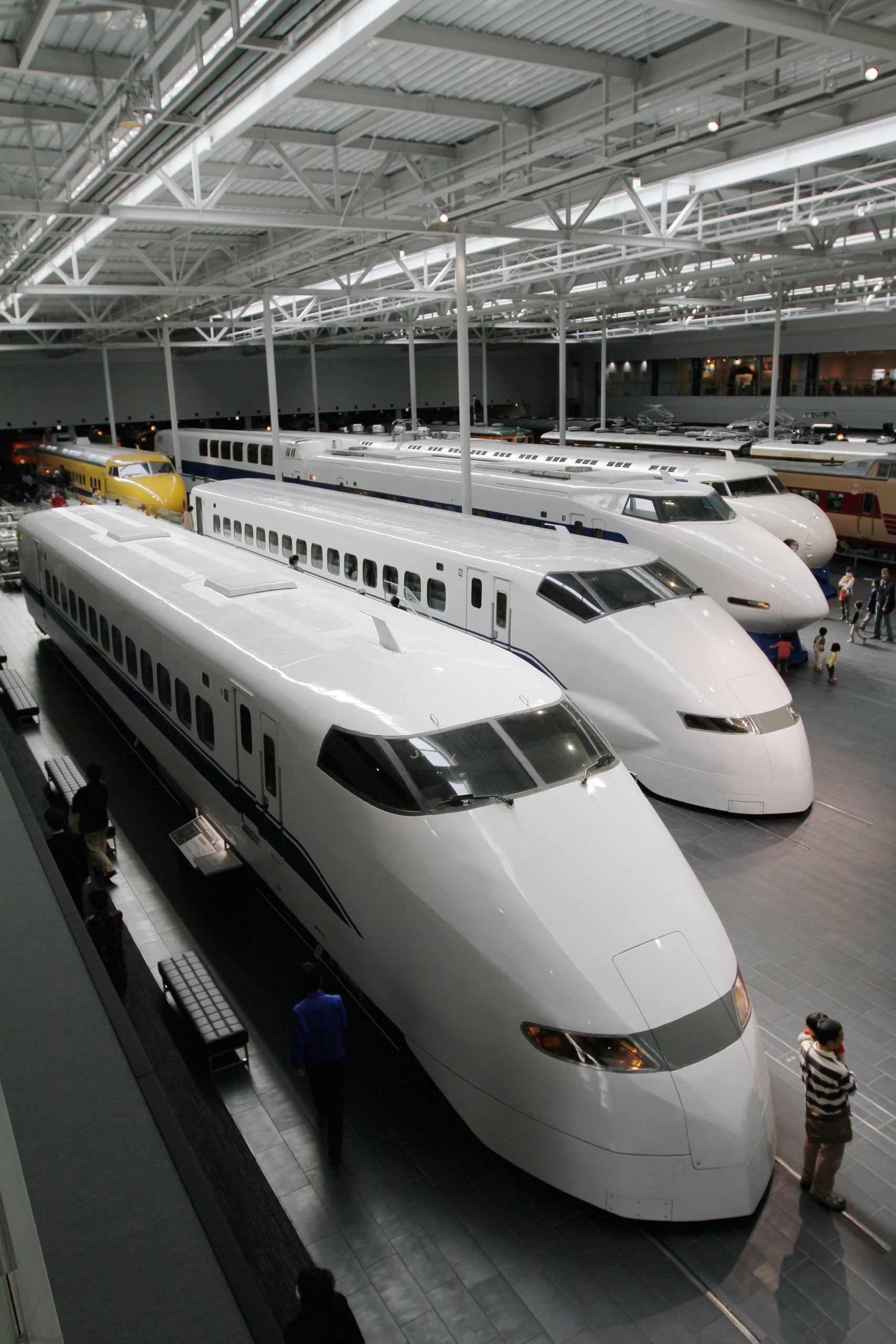
A kiállított 300-as sorozatú Sinkanszen

Két szerelvényt őriztek meg a 69 motorvonatból, melyek a nagojai vasúti múzeumban vannak.

## Utastér

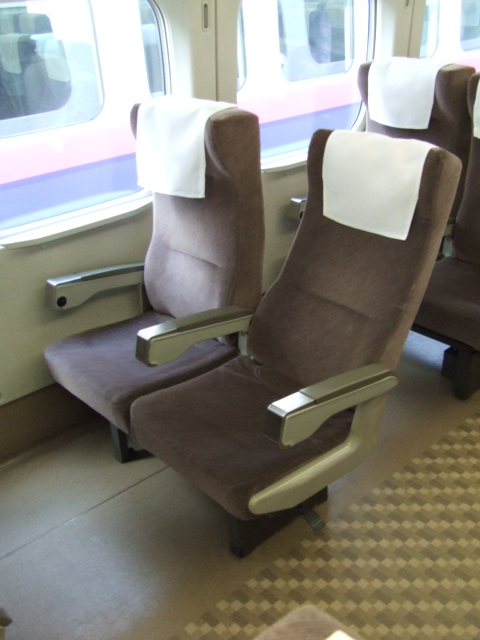
JR Central (J set) standard osztály
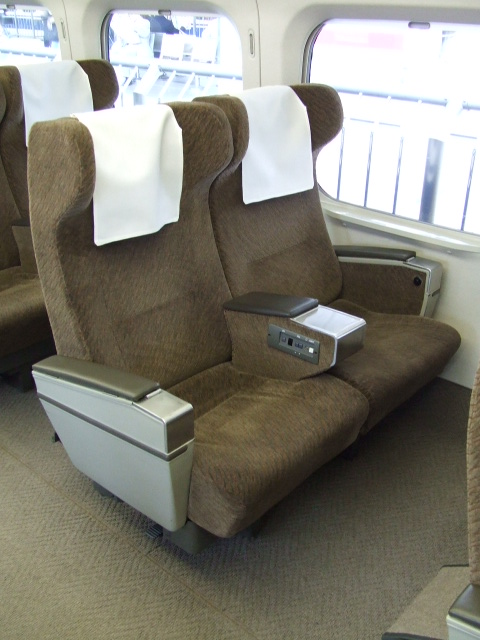
JR Central (J set) Green osztály